# Guayadeque (Audioplayer)
Guayadeque ist ein freier Audioplayer für Linux. Er ist in C++ geschrieben und nutzt das GUI-Toolkit wxWidgets und das Multimedia-Framework GStreamer.

## Merkmale

### Installation
Guayadeque kann generell unter Linux mit der distributionsspezifischen Paketverwaltung installiert werden.
Lauffähig ist der Player unter der Desktop-Umgebung Gnome.

### Oberfläche
Guayadeque besitzt nach der Installation eine Benutzeroberfläche, die in Hinblick auf die grafische Oberfläche und Bedienbarkeit durch zahlreiche Analogien zu den Windows-Playern Winamp und Foobar2000 eine intuitiv bedienbare Alternative für Linux-Systeme darstellt. Die freie Anpassung der Oberfläche mit nahezu beliebig positionierbaren Tabs und Panels ist hierbei dem Konzept von Foobar2000 ähnlich, wobei die Darstellung der Musiksammlung in Teilen mit der Winamp-Bibliothek vergleichbar ist.

### Datenbank
Insbesondere große Musiksammlungen, die der Player in einem eingebetteten Datenbanksystem (SQLite) verwaltet, sollen problemlos verwaltet werden können, womit das übergeordnete Ziel des Entwicklers, einen leichten und schnellen Player zu gestalten, verfolgt wird.

## Funktionsumfang
Einige Funktionen des Players sind:
- auf Last.fm basierte intelligente Ergänzung der Wiedergabeliste (sog. Smart-Mode, d. h. es werden weitere Lieder automatisch hinzugefügt)
- das Layout lässt sich flexibel anpassen (ähnlich der UI-Elemente bei Foobar2000)
- Zugriff auf SHOUTcast-Streams sowie beliebige andere Internet-Radiosender
- Automatisches Laden und Speichern von Liedtexten (Lyrics) von diversen Providern
- (automatische) Coveranzeige und Unterstützung für eingebundene ID3-Cover
- Anlegen und Verwalten einer komplexen Musiksammlung samt Album- und Ordnerbrowser
- Verwalten von Podcasts innerhalb der Musiksammlung möglich
- Vergabe von Labels zur individuellen Strukturierung der Musiksammlung
- Tag-Editor mit Unterstützung von MusicBrainz
- Playlistübertragung auf MP3-Player
- Unterbrechungsfreie Wiedergabe (Stille-Detektor / gapless / konfigurierbarer Crossfader)
- Replay-Gain-Unterstützung
- Equalizer
- Unterstützung für Plug-ins
- Übersetzungen für diverse Sprachen verfügbar

### Unterstützte Audioformate
Verlustfreie bzw. unkomprimierte Formate:
FLAC (Free Lossless Audio Codec), AIFF (Audio Interchange File Format) / aif, ape, WavPack, TTA (The True Audio), WAV
Verlustbehaftete Formate:
MP3, Ogg Vorbis, MPEG-4, AAC, MPC, WMA

### Unterstützte Playlist-Formate
Playlist-Formate:
M3U, pls, xspf, asx

## Geschichte
Das Projekt Guayadeque wurde nach Angaben des Entwicklers 2008 gestartet und der Öffentlichkeit 2009 zugänglich gemacht.
Am 29. Januar 2016 kündigte der Entwickler Juan Rios alias anonbeat in seinem Diskussionsforum auf der offiziellen Webseite an, Guayadeque nicht mehr weiterentwickeln zu wollen ("The actual code of guayadeque is not supported anymore"), da er sich einem neuen Projekt – ebenfalls einem Mediaplayer – widmen wolle. Er empfahl allen, die Guayadeque uneingeschränkt weiternutzen wollen, Ubuntu 14.04 beizubehalten ("If you want to have guayadeque fully working keep ubuntu 14.04").
Am 13. Mai 2016 änderte Rios seine Meinung, da die Portierung auf die Qt-Bibliothek für das neue Projekt sehr langsam fortschreite. Er nutzte die Gelegenheit auf GitHub umzuziehen, auf das Framework GStreamer 1.0 zu wechseln und den Quelltext auf wxWidgets 3.0 zu übertragen. Die Veröffentlichung von Version 0.4.5 brachte die Unterstützung für Ubuntu 18.04.
2023 wurde die Entwicklung von Guayadeque eingestellt.

## Bewertungen
Jack M. Germain von LinuxInsider.com testete den Player im Juni 2013 und nannte ihn ein „beeindruckendes Fliegengewicht“ (wörtlich: „Impressive Featherweight“).
Bei Sourceforge ergab die durchschnittliche Nutzerbewertung 4,9 von 5 Sternen (bei 442 abgegebenen Stimmen, Stand: 2. Januar 2014).